# Proporzionalità (matematica)
In matematica, due variabili {\displaystyle x} e {\displaystyle y} si dicono direttamente proporzionali se esiste una relazione funzionale della forma:
{\displaystyle \,y=kx}
caratterizzata da una costante numerica non nulla {\displaystyle k}.

## Descrizione

Direttamente proporzionale

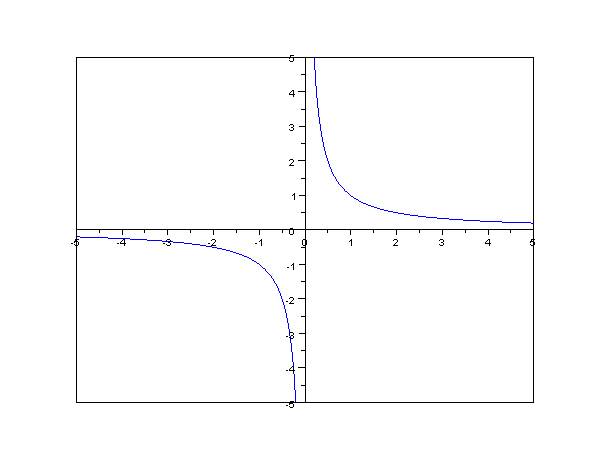
Inversamente proporzionale

Questa {\displaystyle k} è chiamata la costante di proporzionalità della relazione. Per segnalare che {\displaystyle y} e {\displaystyle x} sono proporzionali senza precisare la costante di proporzionalità, si usano scritture come per esempio:
{\displaystyle y\sim x}   oppure   {\displaystyle y\propto x}   oppure   {\displaystyle \,y={\mbox{cost.}}\;x} .
Per esempio, se un veicolo si muove a velocità costante, la durata del suo movimento e la distanza che compie sono proporzionali; oppure se a una molla viene attaccato un peso, l'allungamento è proporzionale al peso attaccato; nel primo caso la costante di proporzionalità è la velocità del veicolo. Nel secondo caso, la  forza che esercita sopra un corpo materiale la gravità della Terra in una certa località è proporzionale alla massa del corpo.
Dal punto di vista della fisica, la verifica di proporzionalità fra due quantità {\displaystyle x} e {\displaystyle y} necessita di un'effettuazione di misure adeguate, i cui risultati conviene visualizzare come punti in un diagramma cartesiano. Se i punti appartengono a una retta o, più realisticamente, distano poco da una retta passante per l'origine {\displaystyle (0;0)}, allora le due variabili sono proporzionali e la costante di proporzionalità è data dalla pendenza della retta.
Due quantità {\displaystyle x} e {\displaystyle y} si dicono inversamente proporzionali se esiste una costante non nulla {\displaystyle k} tale che si possa affermare
{\displaystyle y={k \over x}}.
Ad esempio il numero di persone che si devono ingaggiare per la raccolta dei pomodori in un'azienda agricola è, in buona approssimazione, inversamente proporzionale al numero dei giorni entro il quale si vuole che il lavoro sia completato.
Lo studio della nozione di proporzionalità viene attribuito ad Eudosso di Cnido ed ha grandissima importanza per la storia della matematica. Questa nozione infatti nel IV secolo a.C. ha consentito di trattare rigorosamente quelli che ora sono chiamati numeri reali, ha aperto la possibilità di definire modelli fisico-matematici ed ha contribuito a far raggiungere alla matematica lo status di scienza.
In molte situazioni nelle quali si hanno relazioni funzionali non lineari ma, ad esempio, logaritmiche, esponenziali, quadratiche, cubiche o genericamente polinomiali, ai fini espositivi può essere utile ricondursi alle relazioni di proporzionalità diretta e inversa. Per questo basta introdurre una variabile intermedia che abbia una forma come
{\displaystyle Y=\log(y)\quad Y=\exp(y)\quad Y=y^{2}\quad Y={\sqrt {y}}\quad Y=y^{3}\quad ...} .

## Significato di proporzione e quaterna di numeri proporzionali
Il termine proporzione si può considerare sinonimo di rapporto e il rapporto tra due numeri reali {\displaystyle a} e {\displaystyle b}, il secondo dei quali diverso da zero, è il quoziente del primo numero rispetto al secondo e viene indicato con:
{\displaystyle \,a:b\ \quad {\mbox{oppure}}\quad {\frac {a}{b}}}
Al termine "proporzione" si può anche attribuire il significato di particolare relazione fra quattro numeri.
Citando Euclide: Quattro numeri sono proporzionali fra loro, se il primo è multiplo o parte del secondo, come il terzo è rispetto al quarto. (Def. 20 - Libro VII degli Elementi di Euclide)
Si dice che quattro numeri reali positivi {\displaystyle a,\;b,\;c} e {\displaystyle d} sono in proporzione fra loro, se il rapporto fra il primo e il secondo è uguale al rapporto tra il terzo e il quarto; in formula:
{\displaystyle a:b=c:d\quad {\mbox{oppure}}\quad {\frac {a}{b}}={\frac {c}{d}}}
Questa relazione quaternaria si legge:  {\displaystyle a} sta a {\displaystyle b} come {\displaystyle c} sta a {\displaystyle d} .
Per esprimere questa situazione si può anche dire che i numeri {\displaystyle a,\;b,\;c} e {\displaystyle d}, nell'ordine costituiscono una quaterna di numeri proporzionali. Questo termine è preciso ma un po' pesante e si può abbreviare parlando di una quaterna proporzionale.
Ad esempio i numeri 3, 6, 5, 10 formano una quaterna di interi proporzionali perché il rapporto 3/6 è uguale al rapporto 5/10. Altre quaterne proporzionali sono
(1.2, 2.7, 5.6, 12.6)   e   (15, 0.8, 21, 1.12)
I numeri {\displaystyle a,\;b,\;c} e {\displaystyle d} si dicono termini della proporzione e in particolare {\displaystyle a} e {\displaystyle c} si dicono antecedenti della proporzione, {\displaystyle b} e {\displaystyle d} conseguenti della proporzione, {\displaystyle a} e {\displaystyle d} estremi della proporzione, {\displaystyle b} e {\displaystyle c} medi della proporzione; infine {\displaystyle d} è detto quarto proporzionale che segue {\displaystyle a,\;b} e {\displaystyle c}.
Dalla definizione si ricava immediatamente la proprietà fondamentale delle proporzioni:
Se quattro numeri sono in proporzione, il prodotto del primo con il quarto è uguale al prodotto del secondo con il terzo.
In altre parole: in ogni quaterna proporzionale il prodotto dei medi è uguale al prodotto degli estremi. In formula 
{\displaystyle a:b=c:d\quad \Rightarrow \quad ad=bc}
Da questa proprietà ne derivano altre:
1. Regola del quarto proporzionale
Noti tre numeri {\displaystyle a,\;b} e {\displaystyle c}, il quarto proporzionale, {\displaystyle d}, tale che {\displaystyle \,a:b=c:d}, è dato da:
{\displaystyle d={\frac {bc}{a}}}
Similmente si hanno le formule 
{\displaystyle a:b=c:d\quad \Rightarrow \quad a={\frac {bc}{d}}~,~~b={\frac {ad}{c}}~,~~c={\frac {ad}{b}}}
2. Proprietà dell'invertire
Data una quaterna proporzionale, se ne ottiene un'altra scambiando tra loro ogni antecedente con il proprio conseguente:
{\displaystyle a:b=c:d\quad \Rightarrow \quad b:a=d:c}
3. Proprietà del permutare
Data una quaterna proporzionale se ne ottiene un'altra scambiando tra loro o i medi o gli estremi:
{\displaystyle a:b=c:d\quad \Rightarrow \quad a:c=b:d\,,\quad d:b=c:a\,,\quad d:c=b:a}
4. Proprietà del comporre
In ogni quaterna proporzionale la somma degli antecedenti sta alla somma dei conseguenti come ogni antecedente sta al proprio conseguente:
{\displaystyle a:b=c:d\quad \Rightarrow \quad (a+c):(b+d)=a:b\,,\quad (a+c):(b+d)=c:d}
Dimostrazione
- {\displaystyle a:b=c:d} (1)

Si applica la proprietà del permutare sui medi.
- {\displaystyle a:c=b:d}

La proporzione, applicando la proprietà dell'invertire, si può scrivere anche come
- {\displaystyle c:a=d:b}

Questa forma è equivalente a
- {\displaystyle (a+c):a=(b+d):b} (2)

Infatti
- {\displaystyle (a+c):a=(b+d):b\Rightarrow {\frac {a+c}{a}}={\frac {b+d}{b}}\Rightarrow 1+{\frac {c}{a}}=1+{\frac {d}{b}}\Rightarrow {\frac {c}{a}}={\frac {d}{b}}\Rightarrow c:a=d:b}

Dunque si applica ancora una volta la proprietà del permutar sui medi alla (2) ed infine
- {\displaystyle (a+c):(b+d)=a:b}

Analogamente si dimostra anche l'altra identità.
5. Proprietà dello scomporre
In ogni quaterna proporzionale la differenza degli antecedenti sta alla differenza dei conseguenti come ogni antecedente sta al proprio conseguente:
{\displaystyle a:b=c:d\quad \Rightarrow \quad (a-c):(b-d)=a:b\,,\quad (a-c):(b-d)=c:d}
Quando i due medi di una quaterna proporzionale coincidono, cioè quando
{\displaystyle a:b=b:d\quad {\mbox{ovvero}}\quad b^{2}=a\cdot d}
il loro comune valore è la media geometrica dei due estremi.
Il numero {\displaystyle b} è la parte media proporzionale fra i numeri {\displaystyle a} e {\displaystyle d}.
Proporzioni di questo tipo sono dette continue.